# Vlag van Helden

Vlag van de gemeente Helden
(1969-2010)

De vlag van Helden is op 8 september 1969 vastgesteld als de gemeentelijke vlag van de voormalige Limburgse gemeente Helden. Sinds 1 januari 2010 is de vlag niet langer als gemeentevlag in gebruik omdat Helden opging in de nieuw gevormde gemeente Peel en Maas. De vlag kan als volgt worden beschreven:
In de broeking zes banen van geel en blauw, in de vlucht zes banen van blauw en geel.
De kleuren zijn ontleend aan het gemeentewapen. De vlag is verdeeld in zes korte en zes lange banen. De lange banen staan voor de zes dorpen in de oorspronkelijke gemeente: Beringe, Egchel, Grashoek, Helden, Koningslust en Panningen. De zes korte banen staan voor de zes gehuchten en buurtschappen: Zelen, Onder, Dreese, Everlo, Hub en Loo. Ook de verticale scheiding van broeking en vlucht heeft een symbolische betekenis: door de gemeente loopt een grens tussen twee verschillende dialecten. Ten noorden van de lijn Weert-Venlo wordt een Brabants-Gelders dialect gesproken, terwijl ten zuiden ervan Limburgs wordt gesproken.

## Verwante afbeeldingen

Het wapen van Helden

Ambt Montfort 
· Amby 
· Arcen en Velden 
· Baexem 
· Beegden 
· Belfeld 
· Bemelen 
· Berg en Terblijt 
· Bocholtz 
· Born 
· Broekhuizen 
· Cadier en Keer 
· Echt 
· Eijsden 
· Elsloo 
· Eygelshoven 
· Geleen 
· Grathem 
· Grubbenvorst 
· Haelen 
· Heel 
· Heel en Panheel 
· Heer 
· Helden 
· Herten
· Heythuysen 
· Hoensbroek 
· Horn 
· Horst 
· Hulsberg 
· Hunsel 
· Kessel 
· Klimmen 
· Limbricht 
· Linne 
· Maasbracht 
· Maasbree 
· Margraten 
· Meerlo-Wanssum 
· Meijel 
· Melick en Herkenbosch 
· Montfort 
· Munstergeleen 
· Neer 
· Nieuwenhagen 
· Nieuwstadt 
· Nuth 
· Ohé en Laak 
· Onderbanken 
· Ottersum 
· Posterholt 
· Roggel 
· Roggel en Neer 
· Schaesberg 
· Schinnen 
· Sevenum 
· Sint Odiliënberg 
· Sittard 
· Stevensweert 
· Stramproy 
· Susteren 
· Swalmen 
· Tegelen 
· Thorn 
· Ubach over Worms 
· Ulestraten 
· Urmond 
· Valkenburg-Houthem 
· Vlodrop 
· Wessem 
· Wittem